# Witek Orski
Witek Orski (ur. 1985 roku w Warszawie) – artysta wizualny, fotograf i teoretyk fotografii.

## Działalność
Witek Orski mieszka i pracuje w Warszawie. Tworzy zdjęcia, instalacje fotograficzne i prace wideo. Swoją praktykę artystyczną określa jako fotografię postkonceptualną. Jest absolwentem filozofii na Wydziale Filozofii i Socjologii Uniwersytetu Warszawskiego (2011). Stopień doktora uzyskał na wydziale Intermediów Uniwersytetu Artystycznego w Poznaniu. Wykładał na Wydziale Malarstwa i Nowych Mediów Akademii Sztuki w Szczecinie; obecnie jest wykładowcą Szkoły Filmowej w Łodzi.
W latach 2010-2012 był jednym z kuratorów i współwłaścicieli Galerii Czułość w Warszawie.
Swoje prace prezentował na wielu wystawach indywidualnych i zbiorowych; w Polsce – (m.in.) w Muzeum Sztuki Nowoczesnej, Zachęcie Narodowej Galerii Sztuki, Centrum Sztuki Współczesnej, Galerii Arsenał w Białymstoku, Biurze Wystaw Artystycznych w Zielonej Górze oraz za granicą – w Berlinie, Budapeszcie, Bratysławie, Düsseldorfie, Kopenhadze, Tokio, Turynie, Paryżu. Publikował swoje fotografie m.in. w Aktivist, ELLE, Exklusiv, Kmag, Natemat.pl, PULP, WAW, Wysokie Obcasy.
W 2010 roku wspólnie z Jankiem Zamoyskim zainaugurowali działalność niezależnej galerii fotografii Czułość w Warszawie. W 2015 otrzymał stypendium Ministerstwa Kultury i Dziedzictwa Narodowego. Prace Witka Orskiego znajdują się m.in. w kolekcjach Muzeum Sztuki Nowoczesnej w Warszawie, kolekcji Fundacji Sztuki Polskiej ING i Galerii Arsenał w Białymstoku.

## Rodzina
Witek Orski jest synem Agnieszki Arnold (dokumentalistki, reżyserki i reporterki telewizyjnej) i Mariusza Orskiego (reżysera, autora artykułów o teatrze).

## Wybrane wystawy indywidualne
- 2023 – Teraz już nie wiem, co jest piękne, Galeria Foksal, Warszawa[1][4]
- 2021 – White Balance, BWA Warszawa, Warszawa;
- 2020 – White Balance, Filharmonia Szczecińska, Szczecin
- 2019 – Wolałbym o tym nie mówić, BWA w Warszawie;
- 2017 – Dziury w ziemi, Galeria Arsenał w Białymstoku;
- 2016 – Fałda, BWA w Zielonej Górze;
- 2016 – Wirujący seks (Dirty Dancing) razem z Marią Tobołą, BWA Warszawa, Warszawa;
- 2014 – Ćwiecenie, Galeria Czułość w Warszawie;
- 2012 – Wulgarne, Galeria Czułość w Warszawie;

## Wybrane wystawy grupowe
- 2021 – Warszawa w budowie, Muzeum Sztuki Nowoczesnej w Warszawie
- 2021 – Czy wiesz, że tęcza świeci w ciemnościach?, Miejski Ośrodek Sztuki, Gorzów
- 2021 – Duos Festival, Kilifi, Kenia
- 2021 – Der Mensch liegt in größter Pein!, Filharmonia im. M. Karłowicza, Szczecin
- 2020 – Co sobie kto na swój temat wymyśli, Galeria Trafo, Szczecin
- 2019 – Monumentomania, Muzeum Sztuki Nowoczesnej, Warszawa
- 2019 – Nature in Art, MOCAK, Kraków
- 2018 – Art Düsseldorf, Düsseldorf, Niemcy;
- 2018 – Niepodległe. Kobiety a dyskurs narodowy, Muzeum Sztuki Nowoczesnej w Warszawie;
- 2018 – Został tylko kac, który nie chce sczeznąć, Gdańska Galeria Miejska;
- 2018 – Friend Of A Friend, BWA Warszawa;
- 2018 – Przyszłość będzie inna, Zachęta Narodowa Galeria Sztuki w Warszawie;
- 2018 – Po końcu fotografii, Państwowa Galeria Sztuki w Sopocie;
- 2017 – Artissima, Turyn, Włochy;
- 2017 – Re: Imagining Europe, Box Freiraum, Berlin, Niemcy;
- 2017 – Code Art Fair, Kopenhaga, Dania;
- 2017 – Jest tak, jak się państwu wydaje, Galeria Arsenał w Białymstoku;
- 2017 – Syrena herbem twym zwodnicza, Muzeum Sztuki Nowoczesnej w Warszawie;
- 2017 – Późna polskość, Centrum Sztuki Współczesnej w Warszawie;
- 2016 – Common Affairs, Deutsche Bank Kunsthalle, Berlin, Niemcy;
- 2016 – Bogactwo, Zachęta Narodowa Galeria Sztuki w Warszawie;
- 2016 – Salon nowej fotografii, Galeria Raster w Warszawie;
- 2016 – Wyświetlanie widzenia, Salon Akademii Sztuk Pięknych w Warszawie;
- 2015 – Kryzys jest tylko początkiem, BWA we Wrocławiu;
- 2015 – Procedures for the head/Polish Art Today, Kunsthalle Bratislava w Bratysławie na Słowacji;
- 2014 – Eastern Europe, Art Moments Festival w Budapeszcie na Węgrzech;
- 2014 – ÉRZÉKENYSÉG, Galeria Platan w Budapeszcie na Węgrzech;
- 2014 – Co widać. Polska sztuka dzisiaj, Muzeum Sztuki Nowoczesnej w Warszawie;

Źródło.